# Rajd Śląska 2018

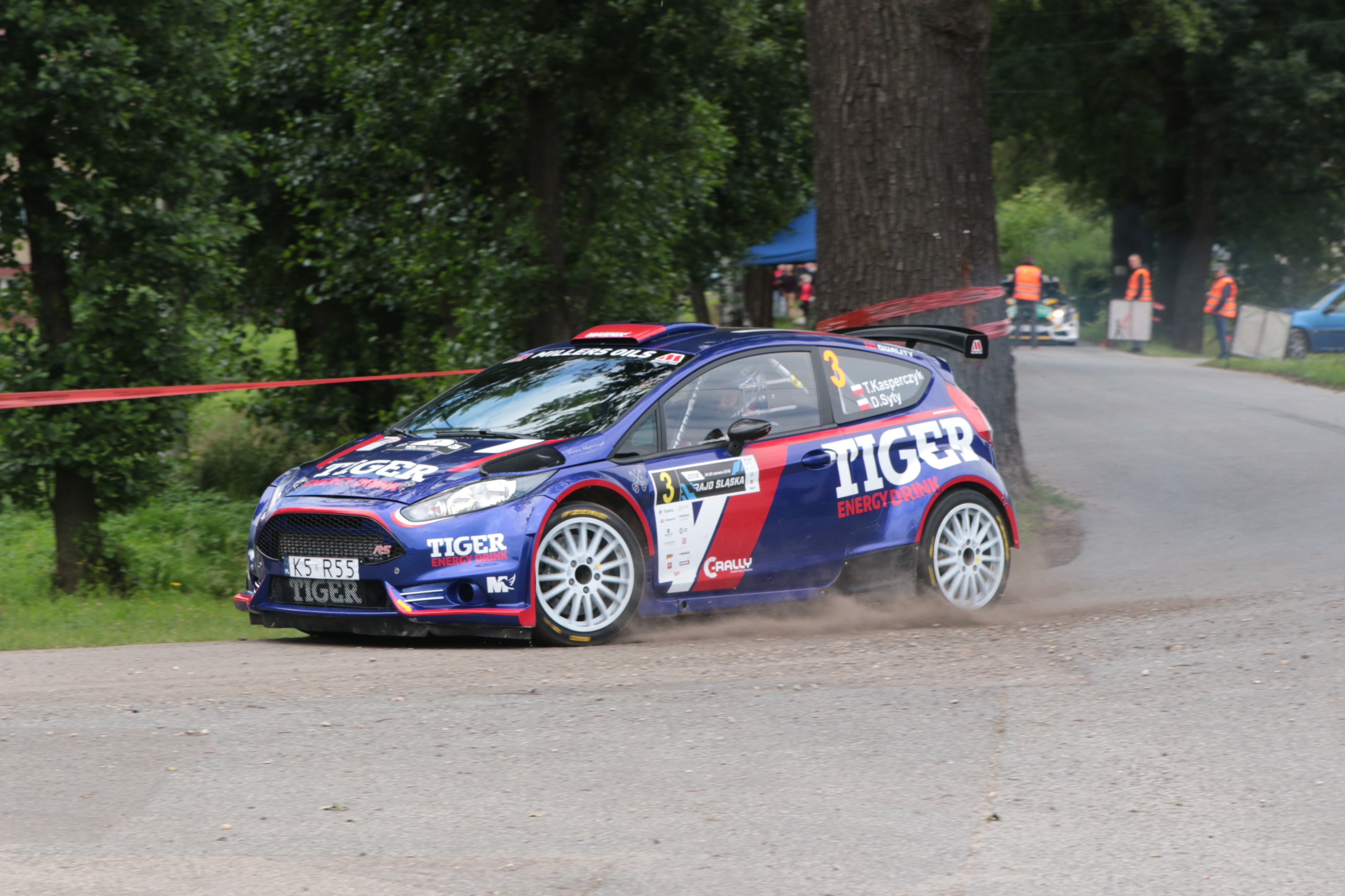
Zwycięzca Rajdu Śląska 2018 Tomasz Kasperczyk jadący Fordem Fiestą R5

2. Rajd Śląska – 2 edycja Rajdu Śląska. To rajd samochodowy, który był rozgrywany od 29 czerwca do 1 lipca 2018 roku. Bazą rajdu było miasto Chorzów. Była to czwarta runda rajdowych samochodowych mistrzostw Polski w roku 2018, piąta runda historycznych rajdowych samochodowych mistrzostw Polski w sezonie 2018 i trzecia runda Rajdowych Samochodowych Mistrzostw Śląska w sezonie 2018. W sezonie 2018 był to rajd drugiej kategorii (tzw. jednoetapowy), gdzie punktacja była następująca od 25 punktów za zwycięstwo i oddzielne punkty za odcinek Power Stage. Organizatorem rajdu był Automobilklub Ziemi Tyskiej. 
Rajd wygrała załoga Tomasz Kasperczyk, Damian Syty jadąca samochodem Ford Fiesta R5, dla której była to pierwsza wygrana w tym sezonie. Drugie miejsce zajęli Jakub Brzeziński, Kamil Kozdroń, którzy przegrali walkę o pierwsze miejsce zaledwie o 0.2 sekundy. Trzecie miejsce zajął duet Zbigniew Gabryś, Artur Natkaniec. Rajd na odległym miejscu (osiemnastym) ukończył lider pierwszych siedmiu odcinków specjalnych Mikołaj Marczyk, spowodowane było to awarią samochodu (problem ze szpilkami mocującymi przednie prawe koło).

## Lista startowa[4]
Poniższa lista spośród 38 zgłoszonych zawodników obejmuje tylko zawodników startujących w najwyższej klasie 2 samochodami grupy R5 i wybranych zawodników startujących w klasie Open N.   
| Nr. | Zespół                         | Kierowca            | Pilot               | Samochód          | Klasa  |
| --- | ------------------------------ | ------------------- | ------------------- | ----------------- | ------ |
| 1   | Go+Cars Atlas Ward             | Jakub Brzeziński    | Kamil Kozdroń       | Škoda Fabia R5    | 2      |
| 2   | Škoda Polska Motorsport        | Mikołaj Marczyk     | Szymon Gospodarczyk | Škoda Fabia R5    | 2      |
| 3   | Tiger Energy Drink Rallye Team | Tomasz Kasperczyk   | Damian Syty         | Ford Fiesta R5    | 2      |
| 4   | Rallytechnology                | Zbigniew Gabryś     | Artur Natkaniec     | Ford Fiesta R5    | 2      |
| 5   | Łukasz Byśkiniewicz            | Łukasz Byśkiniewicz | Maciej Wisławski    | Hyundai i20 R5    | 2      |
| 6   | Jarosław Kołtun                | Jarosław Kołtun     | Ireneusz Pleskot    | Ford Fiesta R5    | 2      |
| 7   | Rallytechnology                | Dariusz Poloński    | Łukasz Sitek        | Ford Fiesta R5    | 2      |
| 10  | Damian Łata                    | Damian Łata         | Micha Majewski      | Ford Fiesta Proto | Open N |

## Zwycięzcy odcinków specjalnych[5]
| Dzień      | Numer odcinka | Nazwa odcinka        | Długość  | Zwycięzca odcinka | Samochód       | Czas    | Lider rajdu       |
| ---------- | ------------- | -------------------- | -------- | ----------------- | -------------- | ------- | ----------------- |
| 29 czerwca | Od. testowy   | -                    | 3,0 km   | Tomasz Kasperczyk | Ford Fiesta R5 | 01:42.4 |                   |
| 29 czerwca | OS1           | Mikołów              | 1,9 km   | Mikołaj Marczyk   | Škoda Fabia R5 | 01:42.8 | Mikołaj Marczyk   |
| 29 czerwca | OS2           | Stadion Śląski       | 1,5 km   | Mikołaj Marczyk   | Škoda Fabia R5 | 01:07.2 | Mikołaj Marczyk   |
| 30 czerwca | OS3           | Suszec               | 10,4 km  | Tomasz Kasperczyk | Ford Fiesta R5 | 05:30.7 | Mikołaj Marczyk   |
| 30 czerwca | OS4           | Bzie                 | 18,89 km | Mikołaj Marczyk   | Škoda Fabia R5 | 10:44.4 | Mikołaj Marczyk   |
| 30 czerwca | OS5           | Chybie               | 19,82 km | Jakub Brzeziński  | Škoda Fabia R5 | 11:21.0 | Mikołaj Marczyk   |
| 30 czerwca | OS6           | Suszec               | 10,4 km  | Tomasz Kasperczyk | Ford Fiesta R5 | 05:24.8 | Mikołaj Marczyk   |
| 30 czerwca | OS7           | Bzie                 | 18,89 km | Mikołaj Marczyk   | Škoda Fabia R5 | 10:36.4 | Mikołaj Marczyk   |
| 30 czerwca | OS8           | Chybie               | 19,82 km | Jakub Brzeziński  | Škoda Fabia R5 | 11:11.5 | Tomasz Kasperczyk |
| 30 czerwca | OS9           | Suszec (Power Stage) | 10,4 km  | Jakub Brzeziński  | Škoda Fabia R5 | 05:28.0 | Tomasz Kasperczyk |

### Power Stage - OS9[6]
| Miejsce | Kierowca            | Pilot            | Samochód       | Czas/strata | Punkty |
| ------- | ------------------- | ---------------- | -------------- | ----------- | ------ |
| 1       | Jakub Brzeziński    | Kamil Kozdroń    | Skoda Fabia R5 | 5:28.0      | 5      |
| 2       | Tomasz Kasperczyk   | Damian Syty      | Ford Fiesta R5 | +0.3        | 4      |
| 3       | Zbigniew Gabryś     | Artur Natkaniec  | Ford Fiesta R5 | +5.3        | 3      |
| 4       | Łukasz Byśkiniewicz | Maciej Wisławski | Hyundai i20 R5 | +6.3        | 2      |
| 5       | Dariusz Poloński    | Łukasz Sitek     | Ford Fiesta R5 | +7.5        | 1      |

## Wyniki końcowe rajdu[7]
W klasyfikacji generalnej dodatkowe punkty przyznawane są za odcinek Power Stage.
| Miejsce | Kierowca            | Pilot              | Samochód               | Czas      | Strata  | Grupa Klasa | Punkty |
| ------- | ------------------- | ------------------ | ---------------------- | --------- | ------- | ----------- | ------ |
| 1       | Tomasz Kasperczyk   | Damian Syty        | Škoda Fabia R5         | 1:03:22.9 | -       | 2           | 25+4   |
| 2       | Jakub Brzeziński    | Kamil Kozdroń      | Škoda Fabia R5         | 1:03:23.1 | +0.2    | 2           | 18+5   |
| 3       | Zbigniew Gabryś     | Artur Natkaniec    | Ford Fiesta R5         | 1:04:31.2 | +1:08.3 | 2           | 15+3   |
| 4       | Dariusz Poloński    | Łukasz Sitek       | Ford Fiesta R5         | 1:04:44.7 | +1:21.8 | 2           | 12+1   |
| 5       | Łukasz Byśkiniewicz | Maciej Wisławski   | Hyundai i20 R5         | 1:05:13.3 | +1:50.4 | 2           | 10+2   |
| 6       | Marcin Słobodzian   | Grzegorz Dachowski | Subaru Impreza STi N15 | 1:06:15.9 | +2:53.0 | Open N      | 8      |
| 7       | Jacek Jurecki       | Michał Trela       | Peugeot 208 R2         | 1:08:24.5 | +5:01.6 | 4           | 6      |
| 8       | Kacper Wróblewski   | Jacek Spentany     | Peugeot 208 R2         | 1:08:28.2 | +5:05.3 | 4           | 4      |
| 9       | Damian Łata         | Michał Majewski    | Ford Fiesta Proto      | 1:08:40.2 | +5:17.3 | Open N      | 2      |
| 10      | Kamil Bolek         | Marcin Gaś         | Peugeot 208 R2         | 1:09:57.7 | +6:34.8 | 4           | 1      |

## Galeria

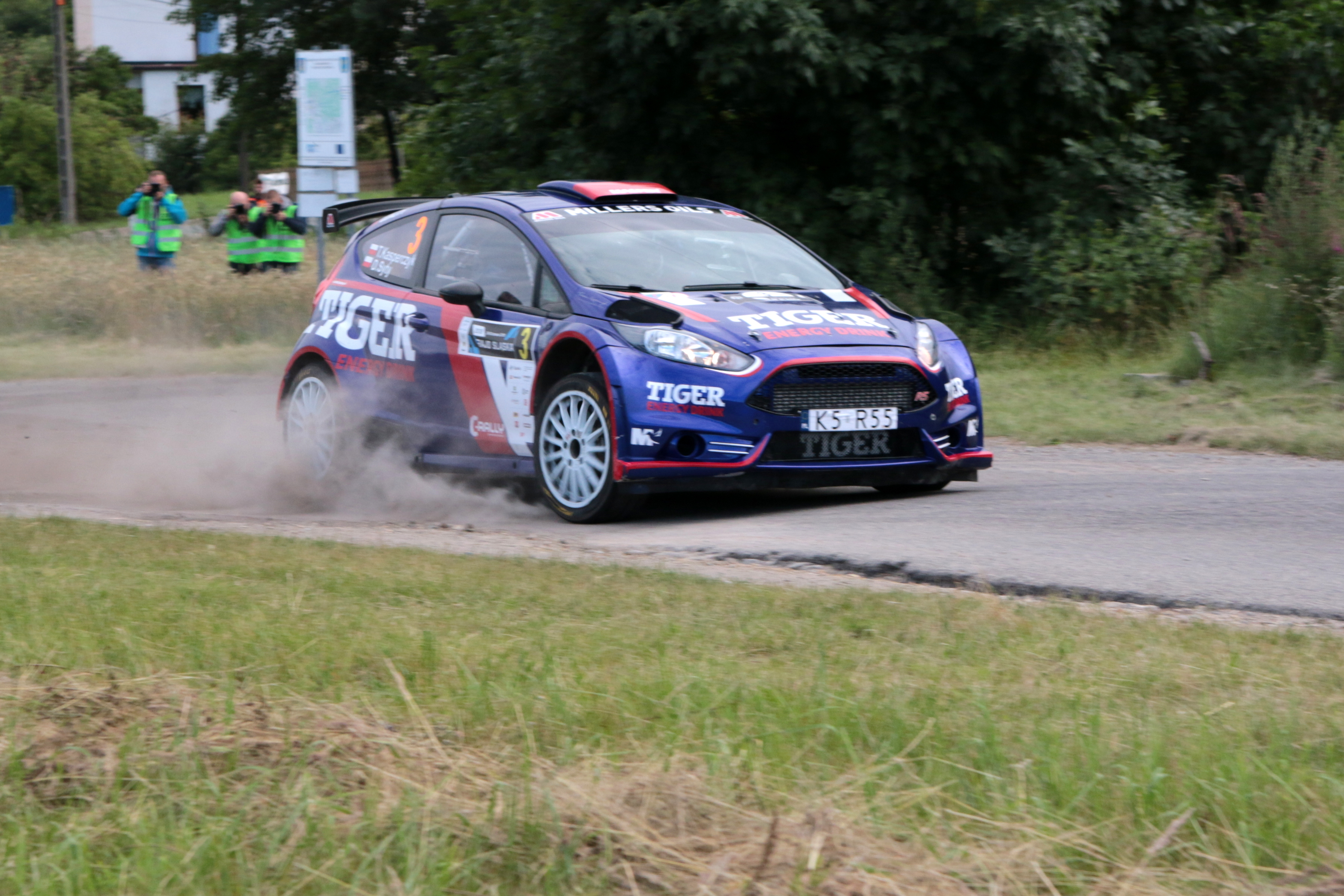
1. Tomasz Kasperczyk
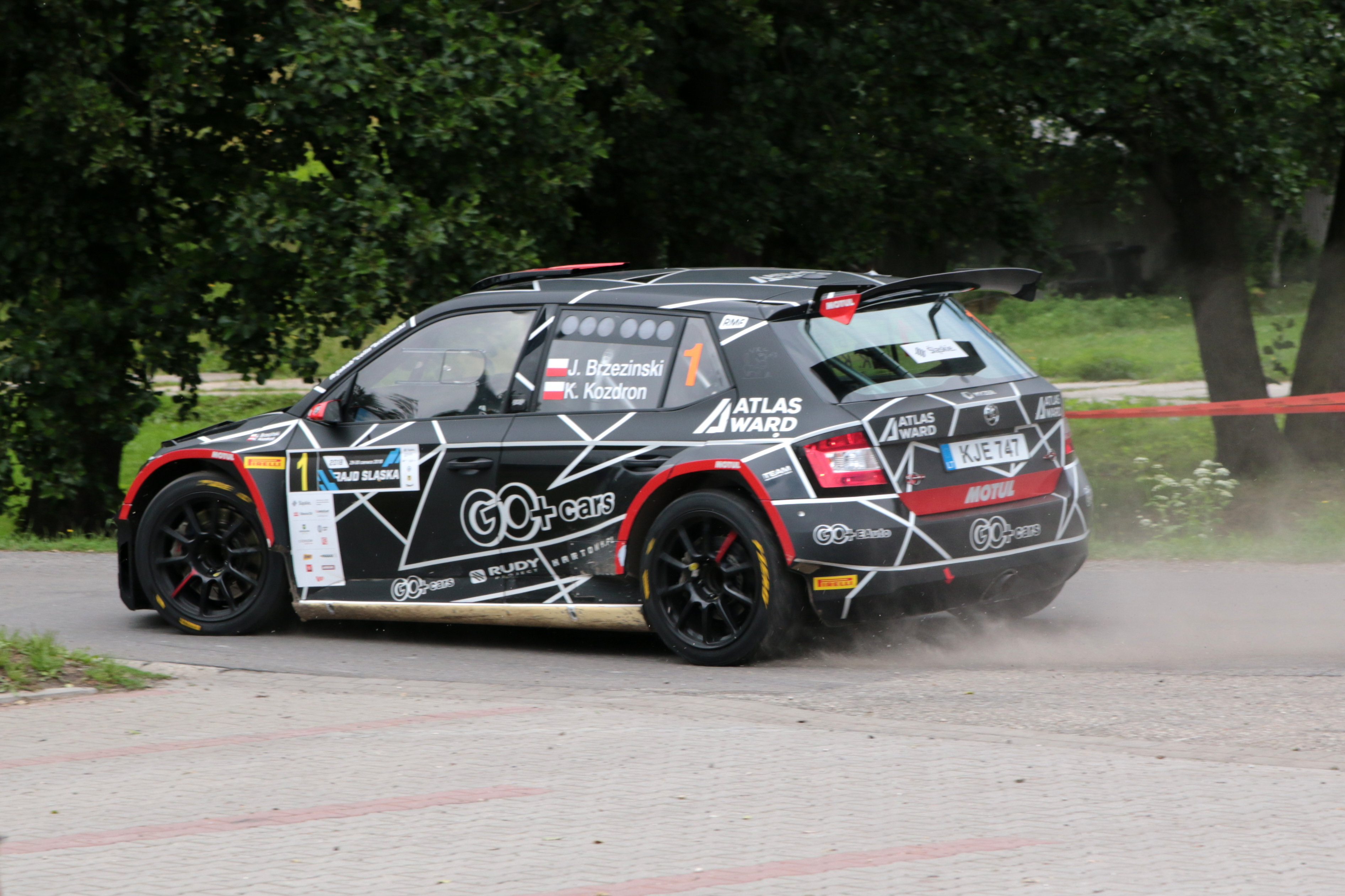
2. Jakub Brzeziński
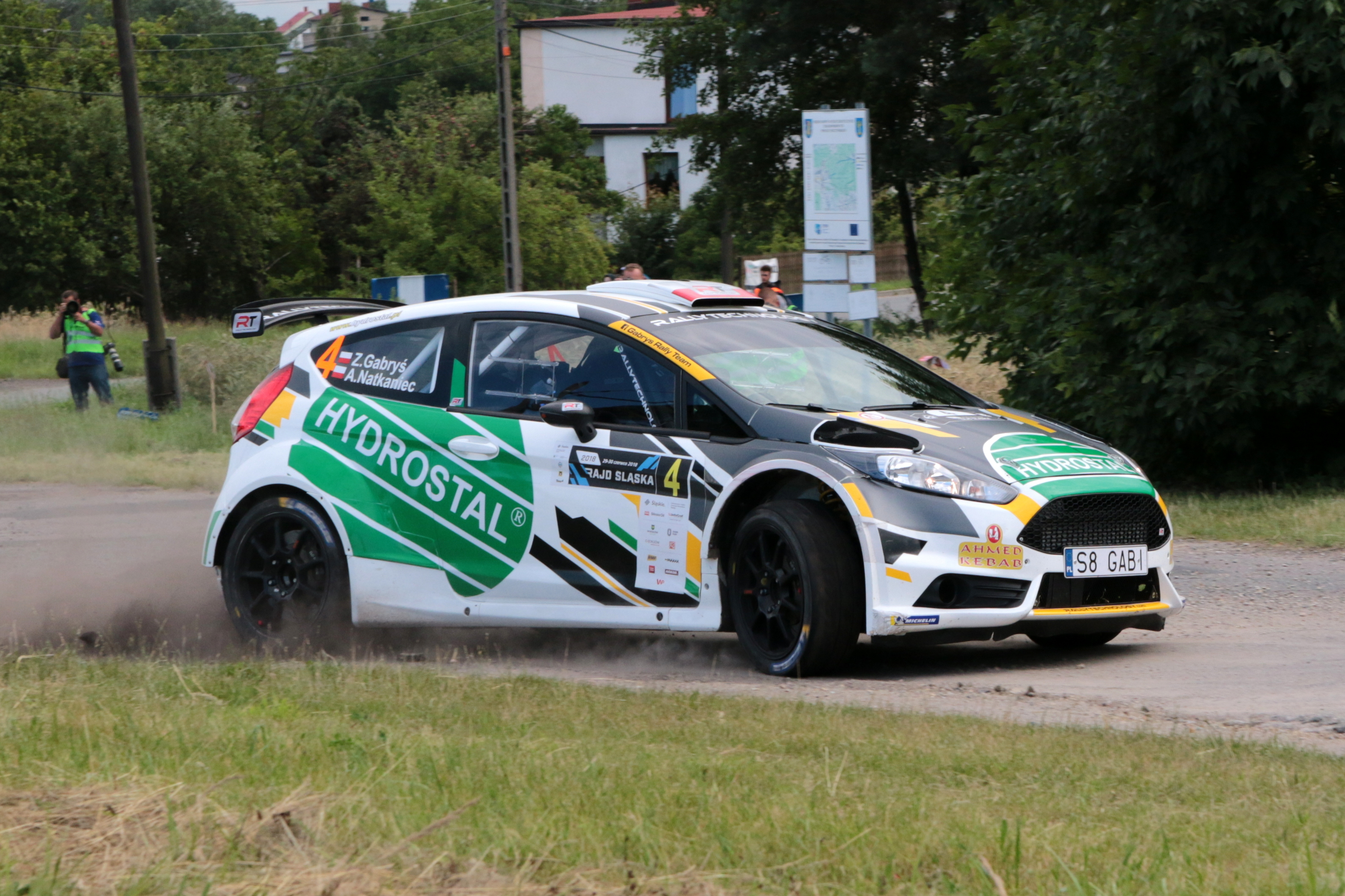
3. Zbigniew Gabryś
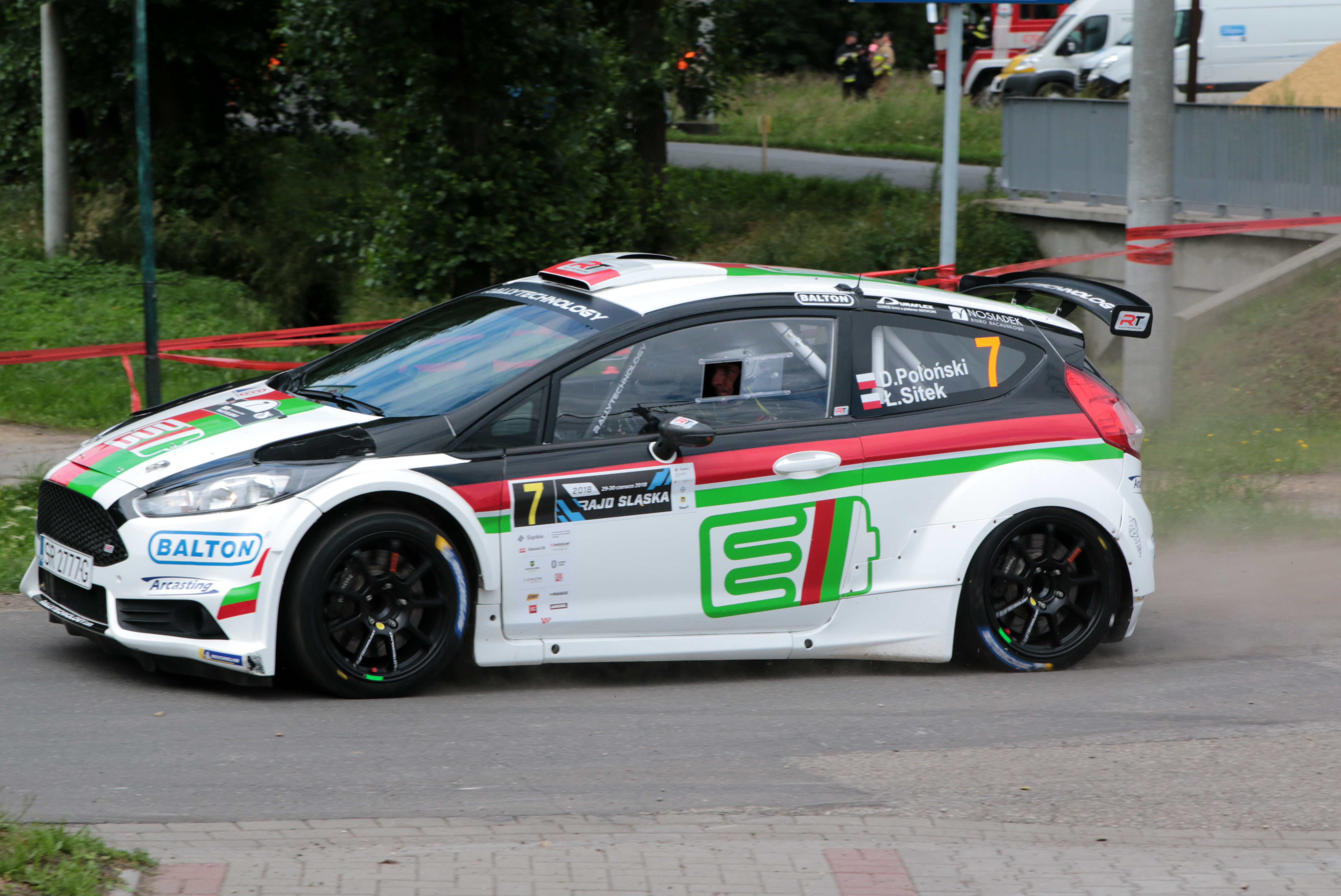
4. Dariusz Poloński
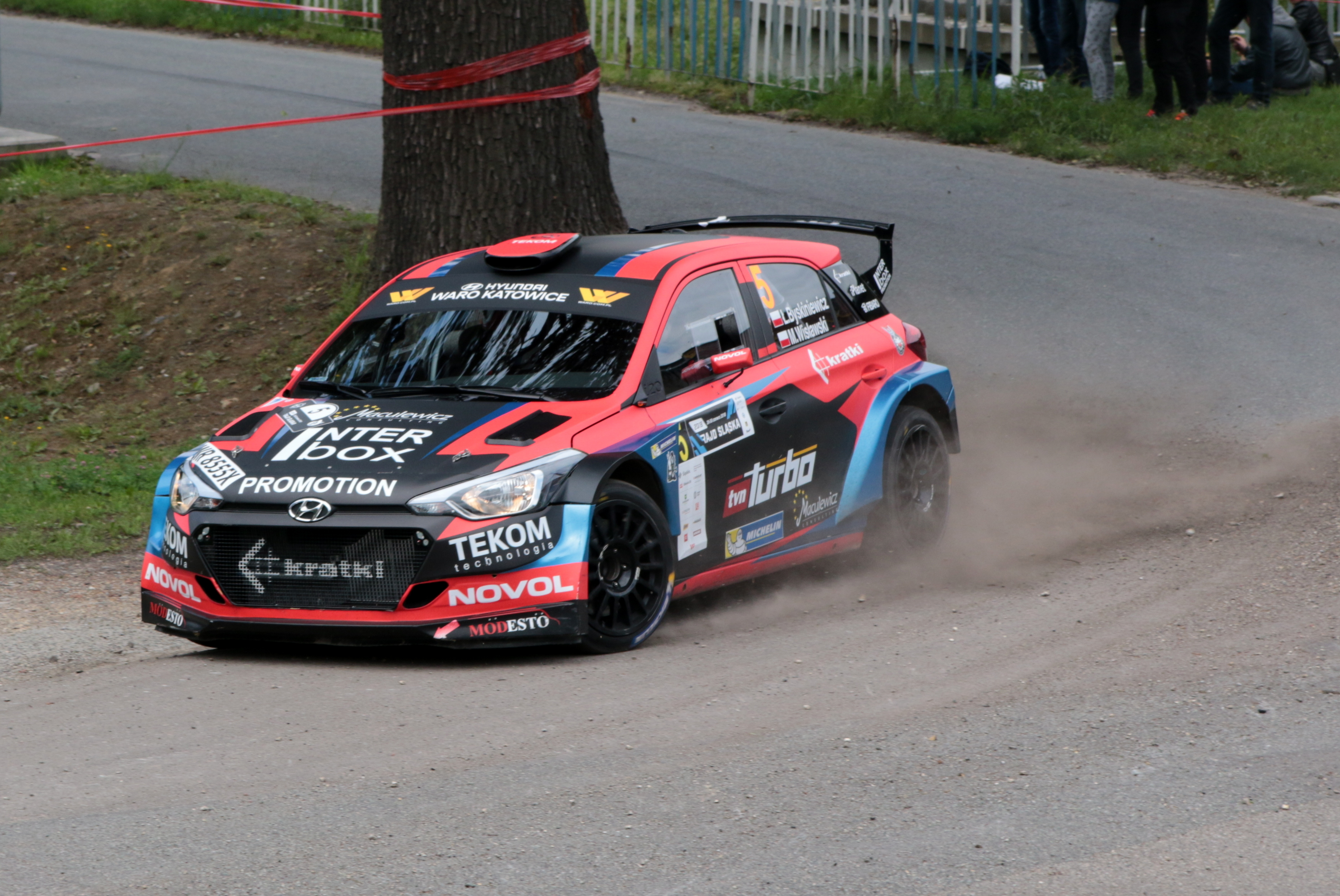
5. Łukasz Byśkiniewicz
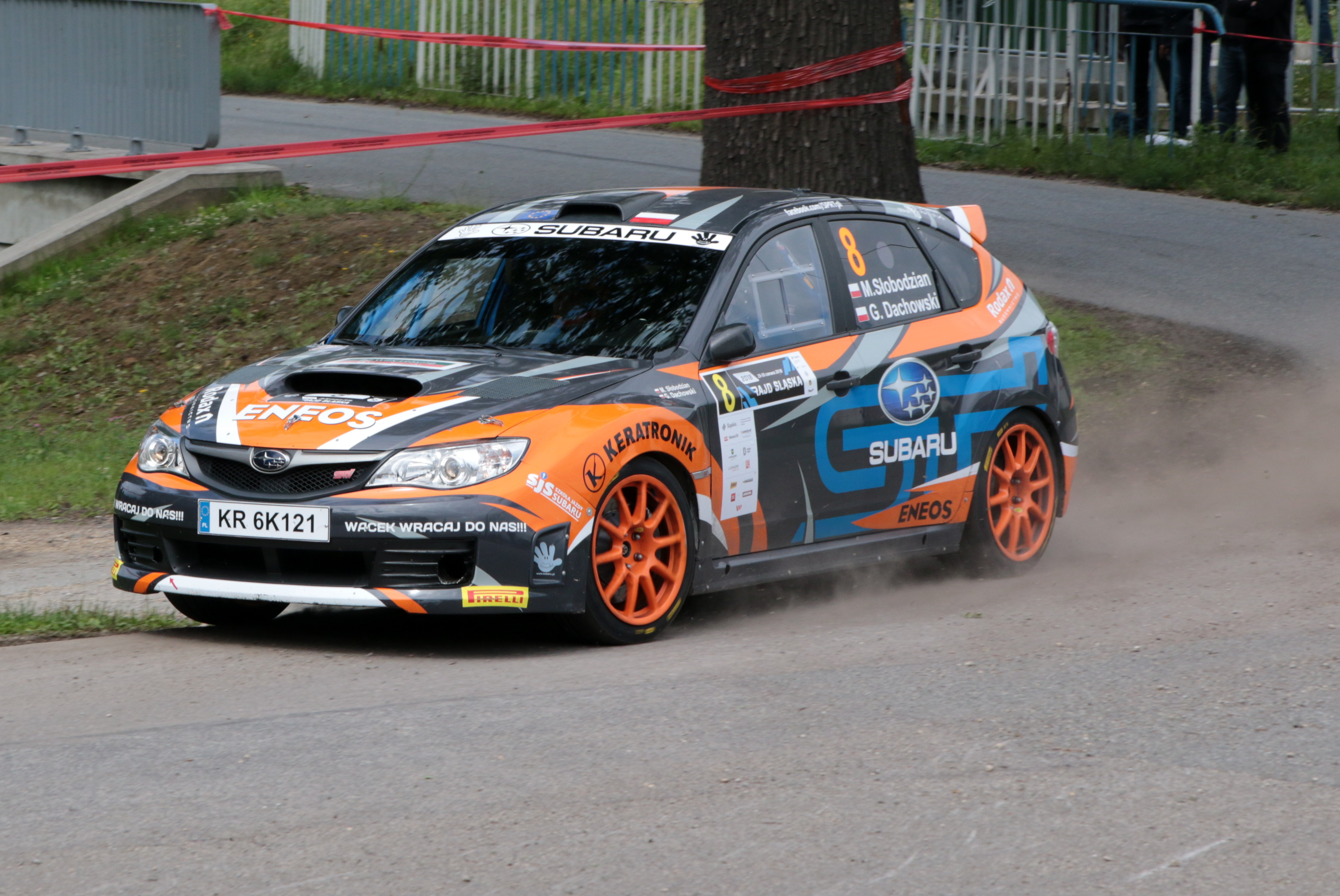
6. Marcin Słobodzian
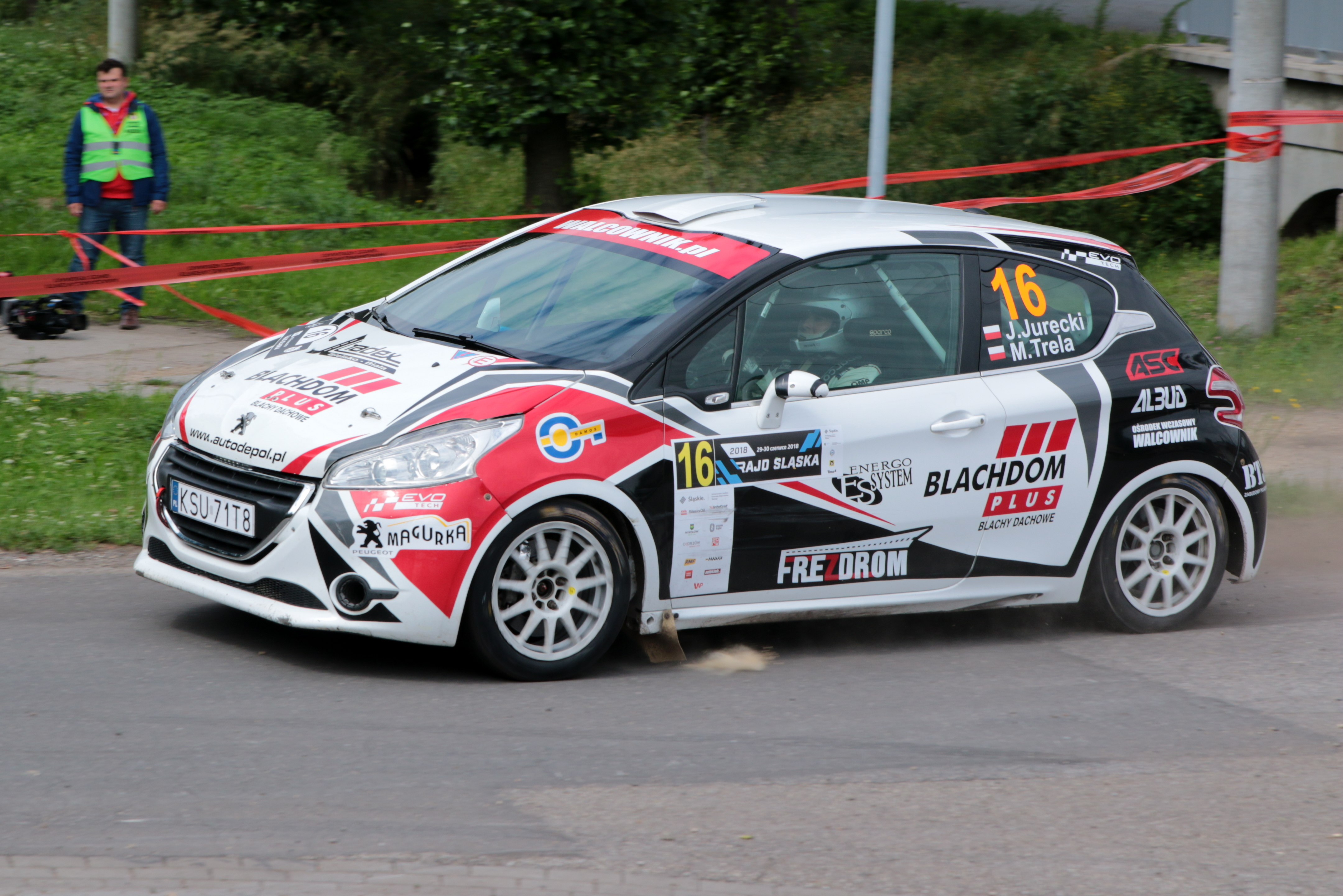
7. Jacek Jurecki
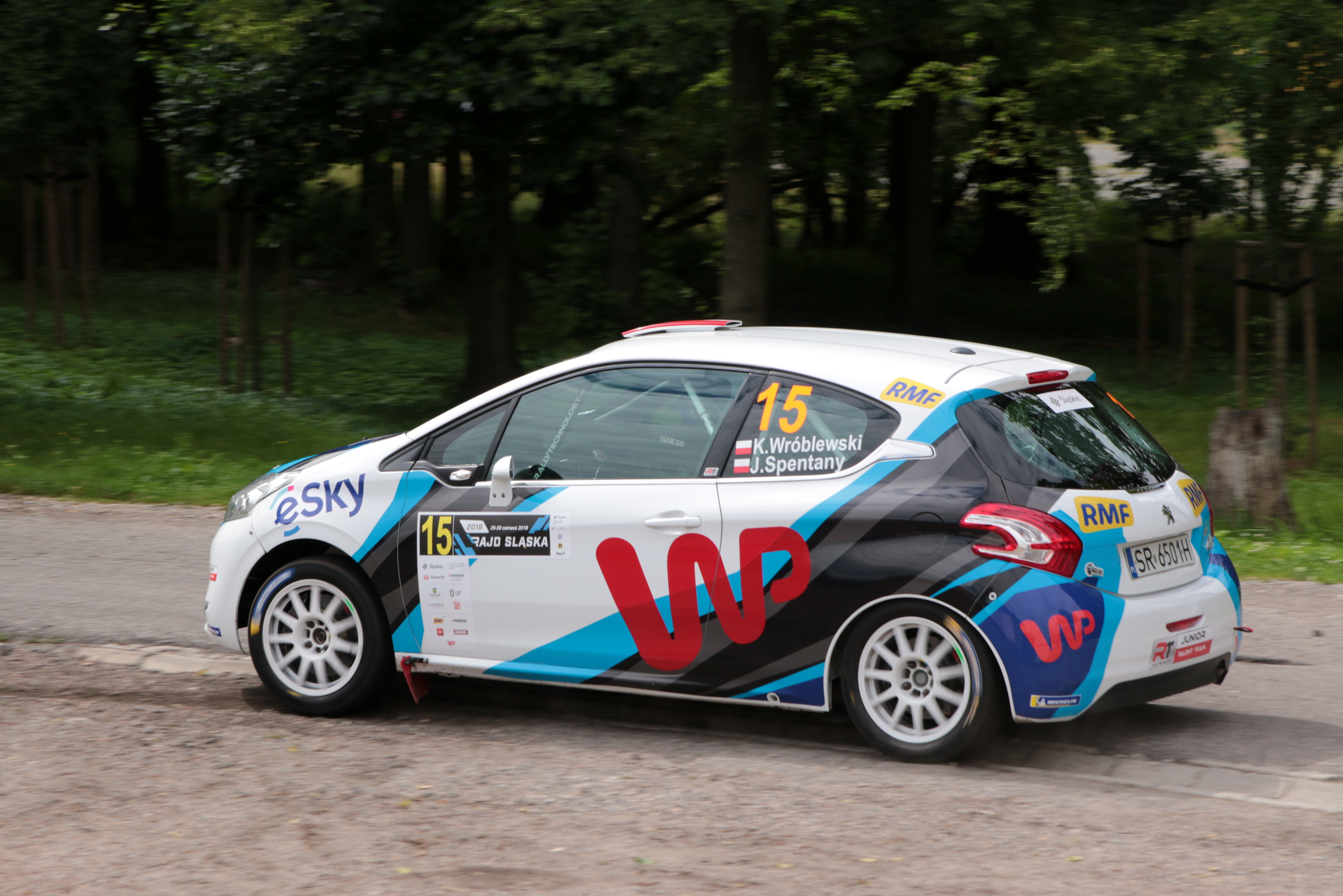
8. Kacper Wróblewski
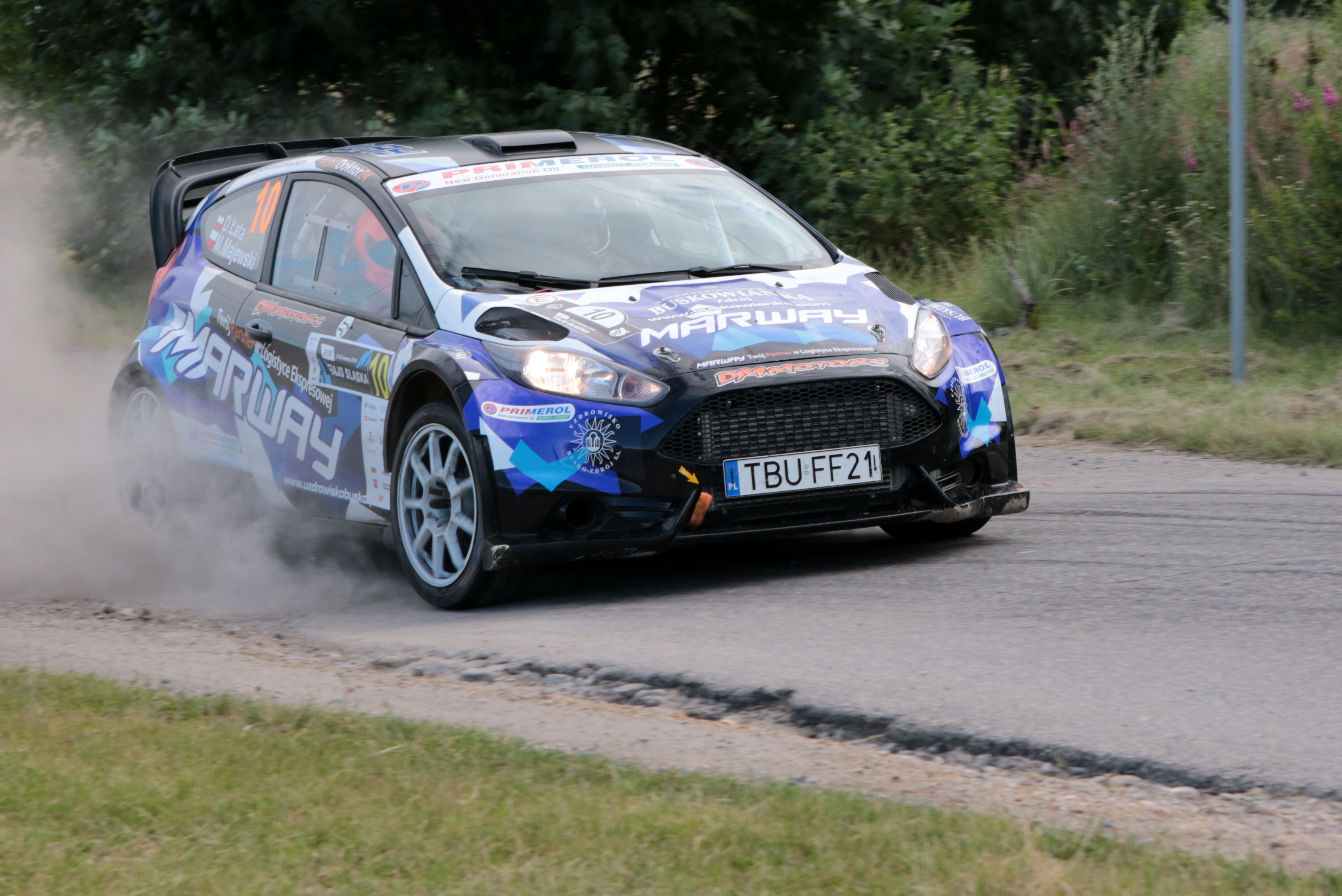
9. Damian Łata
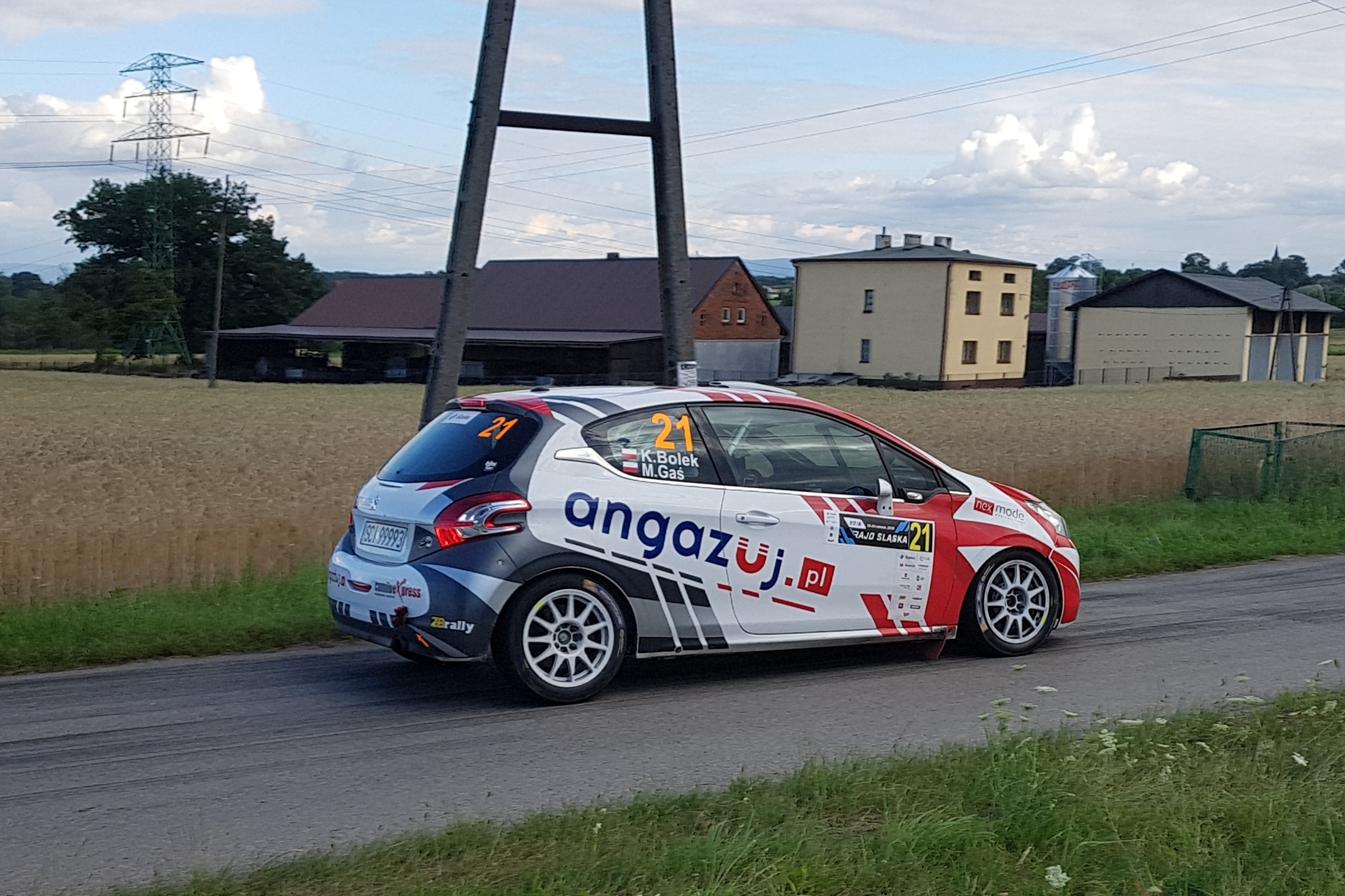
10. Kamil Bolek

## Wyniki po 4 rundach
Kierowcy
|   | Msc. | Kierowca            | Punkty |
| - | ---- | ------------------- | ------ |
|   | 1    | Jakub Brzeziński    | 105    |
| 2 | 2    | Tomasz Kasperczyk   | 57     |
| 1 | 3    | Grzegorz Grzyb      | 50     |
| 1 | 4    | Mikołaj Marczyk     | 42     |
| 2 | 5    | Łukasz Byśkiniewicz | 34     |